# 三晋
三晋，原是战国时期的趙國、魏国、韩国三国的合称，后演变为山西省的别称。

## 历史
春秋时期的晉國領土，被战国的趙國、魏国、韩国三国所瓜分，史稱“三家分晋”。因此，在《战国策》、《史记》、《资治通鉴》等书中，将赵、魏、韩三国合称为三晋。
三晋成为地理名词，指赵、魏、韩三国故地，见于《后汉书》〈冯衍列传〉：“龙门之阳，三晋之路，西顾酆鄗，周秦之丘，客观之墟，通视千里。”

## 另見
- 三家分晉
- 三輔
- 三吳
- 三河
- 三蜀
- 三魏
- 三巴
- 三秦
- 三湘